# Novalaise
Novalaise es una comuna francesa situada en el departamento de Saboya, en la región Auvernia-Ródano-Alpes.

## Demografía
| 779 | 735 | 802 | 1 017 | 1 234 | 1 432 | 1 612 | 1 913 | 2 067 |
| Para los censos de 1962 a 1999 la población legal corresponde a la población sin duplicidades (Fuente: INSEE [Consultar]) |     |     |       |       |       |       |       |       |